# Pomnik Chwała Saperom
Pomnik Chwała Saperom – pomnik znajdujący się w parku Marszałka Edwarda Rydza-Śmigłego w Warszawie, przy Wisłostradzie.

## Opis
Pomnik odsłonięto przed trzydziestą rocznicą zakończenia II wojny światowej, 8 maja 1975 roku. Jego autorem jest Stanisław Kulon.
Pomnik składa się z trzech części:
- głównego monumentu symbolizującego eksplozję miny (sześć siedemnastometrowych pylonów ustawionych w okrąg) oraz postaci sapera rozbrajającego minę,
- płyty umieszczonej w przejściu podziemnym pod Wisłostradą (po stronie wschodniej), przedstawiającej różne rodzaje współdziałania powstańców i żołnierzy Wojska Polskiego na Czerniakowie we wrześniu 1944[2],
- żelbetowego słupa wbitego w dno rzeki, przy wejściu do Portu Czerniakowskiego. Na słupie znajdują się postacie trzech żołnierzy wbijających pal (w 2019 ta część pomnika została poddana renowacji)[3].

Treść napisu na pomniku: Wolna Warszawa nigdy nie zapomni tych, którzy trudem swym i krwią pierwsi rozpoczęli dzieło jej odbudowy (z rozkazu Naczelnego Dowódcy WP nr 39 z 14 III 1945 roku).
Obok napisu znajdują się tablice z nazwiskami i numerami jednostek poległych saperów.
Na pylonach znajdują się płaskorzeźby (18 sztuk) opisujące ciężką pracę saperów podczas odbudowy kraju i stolicy (rozminowywanie, budowę mostów, itp.). Odlewy płaskorzeźb odlano w Zakładach Mechanicznych im. Marcelego Nowotki w Warszawie.

## Inne informacje
- Pomiędzy głównym monumentem a palem znajduje się inny pomnik – płyta upamiętniająca desant żołnierzy 3 Dywizji 1 Armii Wojska Polskiego, śpieszących na pomoc walczącym powstańcom warszawskim.
- W okresie międzywojennym istniał pomnik Poległym Saperom stojący na rogu al. Niepodległości (wówczas Topolowej) i Nowowiejskiej upamiętniający saperów poległych w wojnie polsko-bolszewickiej. Odsłonięty w 1933 monument został zniszczony w 1944 roku (według innych wersji został usunięty po II wojnie światowej).
- W parku Skaryszewskim znajduje się jeszcze jeden stołeczny pomnik upamiętniający saperów – płyta pamięci Saperów Polskich Armii Krajowej.